# Обергуріг
Обергуріг (нім. Obergurig; в.-луж. Hornja Hórka) — громада в Німеччині, розташована в землі Саксонія. Входить до складу району Бауцен. Складова частина об'єднання громад Гроспоствіц-Обергуріг.
Площа — 9,84 км2. Населення становить 2090 ос. (станом на 31 грудня 2020).
Громада підрозділяється на 7 сільських округів.
Офіційною мовою в населеному пункті, крім німецької, є верхньолужицька.

## Галерея

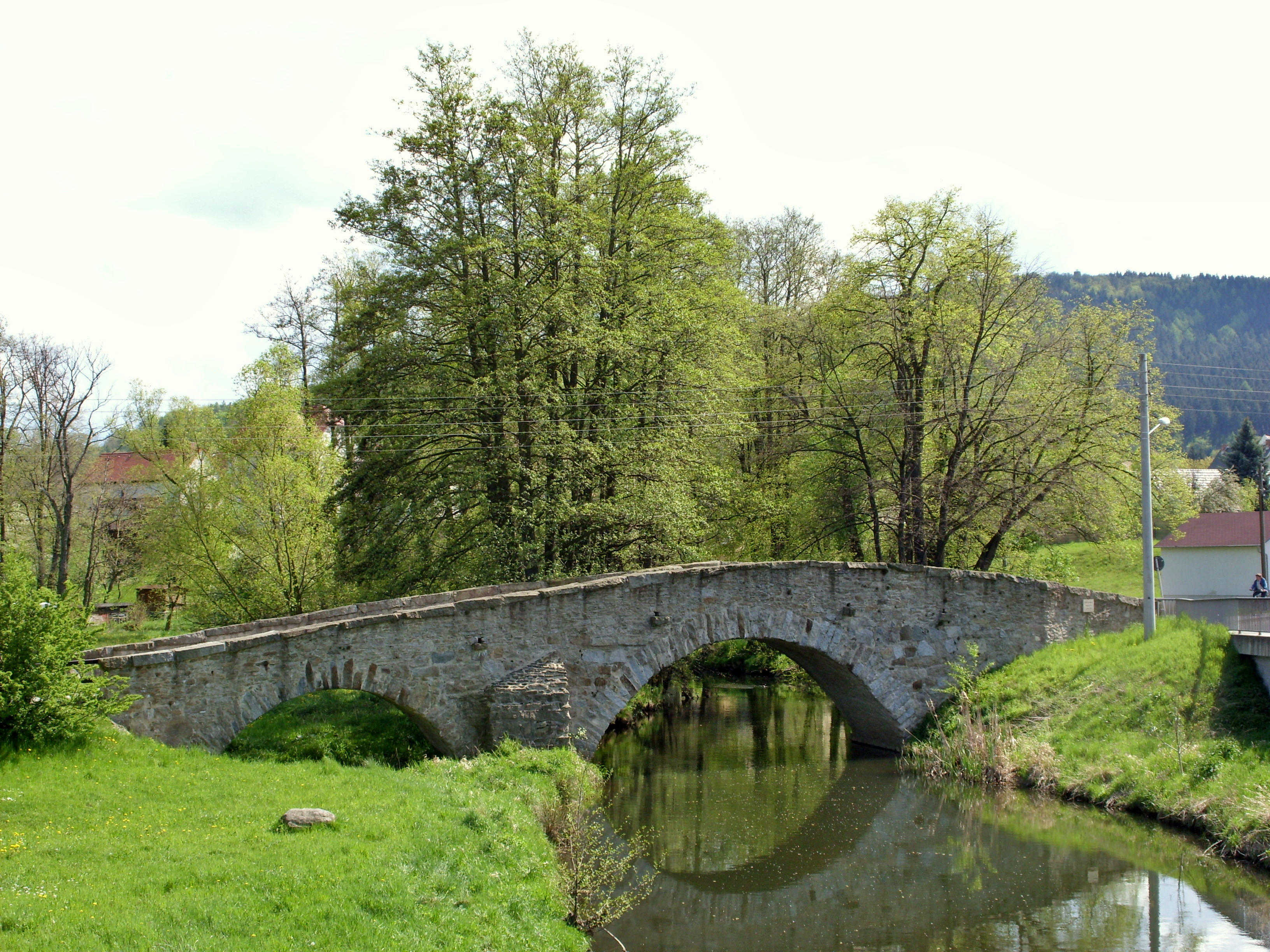
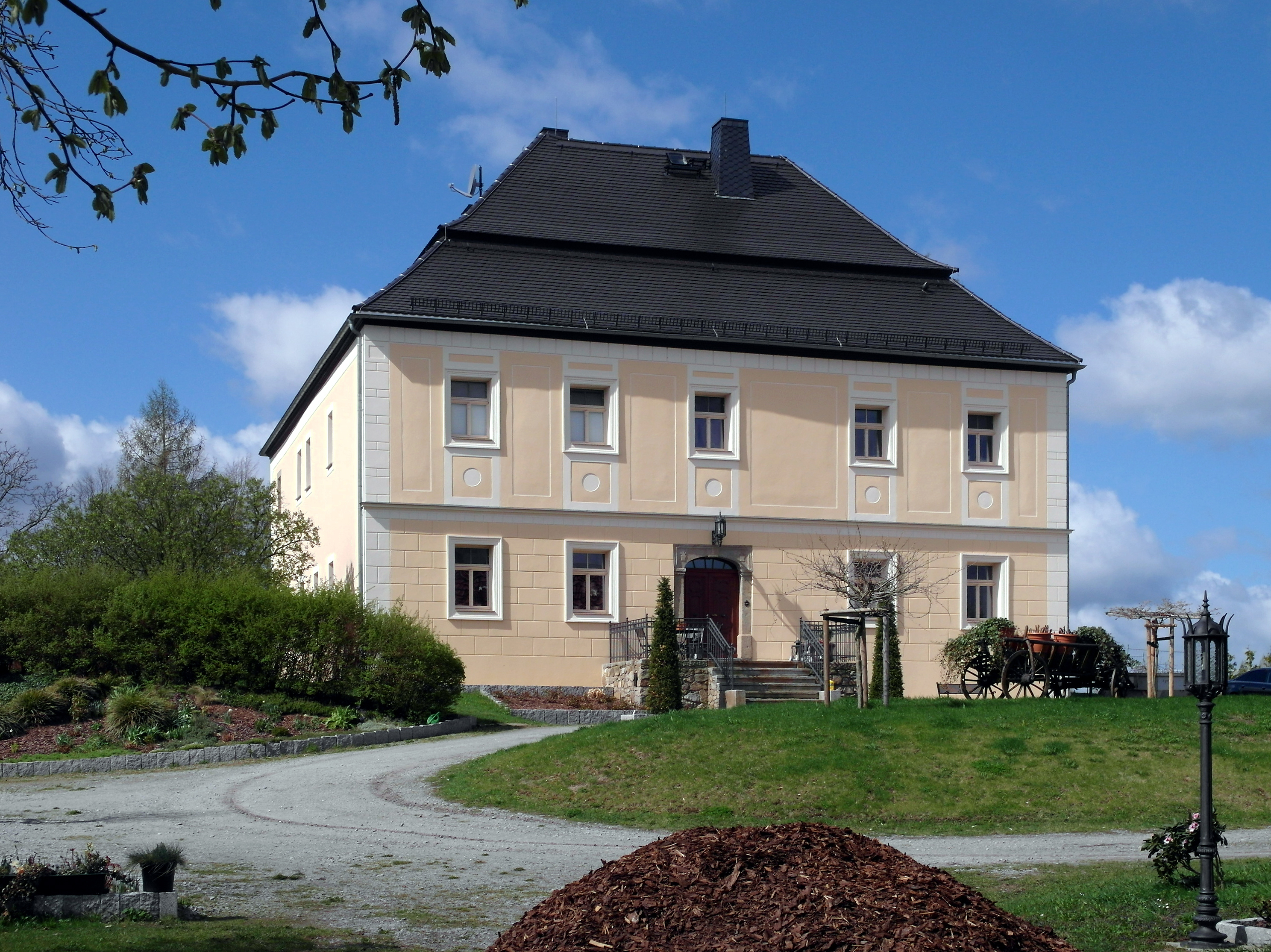